# Cross My Palm
『Cross My Palm』（クロス・マイ・パーム）は、日本の歌手中森明菜のスタジオ・アルバムと同作のミュージック・ビデオ。いずれもワーナー・パイオニアからリリースされた。

## スタジオ・アルバム
『Cross My Palm』は、日本の歌手、中森明菜の11枚目のスタジオ・アルバム。このアルバムは1987年8月25日にワーナー・パイオニアよりリリースされた (LP: L-12651, CT: LKF-8151, CD: 32XL-192)。

### 概要
『Cross My Palm』は、ニューヨークで録音された全曲英語詞の外国人作家提供による通算11枚目となるスタジオ・アルバムである。海外アーティストには、マイケル・センベロらに楽曲提供したディビット・バチュー、トニー・ヒューメック、ザ・フーのロジャー・ダルトリーのアルバムにも楽曲提供したジュリア・ダウンズ、フリートウッド・マックのアルバムにも楽曲提供した女性シンガー・ソングライターのサンディー・スチュワートらが参加した。タイトルの"Cross My Palm"とは、「運命を占う」を意味している。
このアルバムは、1987年8月25日に、LP (L-12651)、CT (LKF-8151)、CD (32XL-192)の3形態で同時発売された。本作では、映画『トップ・ガン』・『フットルース』などのサウンドトラックにみられる、複数アーティストが参加するオムニバス・アルバムを中森一人で表現出来ないかというアイデアのもと始まった。同年12月21日に発売した同名のミュージック・ビデオ『Cross My Palm』のサウンドトラックにも本作が使用されるため、作品のイメージをより伝えたいとする意図に加え、中森本人の強い希望もあり、本作の全曲英語詞が実現されたのだという。リリース後、原曲ではフランス語で書かれている「MODERN WOMAN (FEMME D' AUJOURD' HUI)」が、パイオニア「private CD」TV CMソングに起用されている。中森は本作が全曲英語詞であったことから、英語の発音で苦労し、通常のレコーディングよりも長い3か月間ほどの期間を要したと本作リリース後に明かした。同名のミュージックビデオに続いて1987年12月24日には、連動企画の写真集『中森明菜写真集 VISUAL BOOK Cross My Palm』（ほんの木）もリリースされた。
本作発売前の1987年7月11日より、本作を引っさげた全国コンサート・ツアーA HUNDRED daysを開催している。また、本作収録曲は音楽番組でも披露した。1987年12月25日に放送されたテレビ朝日系音楽番組『ミュージックステーション』で本作収録曲の「THE LOOK THAT KILLS」を披露し、1989年3月29日に放送されたフジテレビ系音楽番組『夜のヒットスタジオDELUXE』（フランス・パリから全編衛星生中継）で同収録曲の「SOFT TOUCH」を披露している。
日本での発売からおよそ2年後の1989年にはアメリカ合衆国のレコード会社アトランティック・レコードよりリリース（所謂、自殺未遂事件のどさくさで）され、全米チャートで90位台にランクインした。ジャケットが日本盤仕様で、日本盤のカタログ番号（32XL-192）が印字されているものと、ないものが確認できる。。

### シングル
本作収録曲の「THE LOOK THAT KILLS」は、1987年6月3日に発売した中森の18枚目のシングル「BLONDE」の原曲である。この楽曲は、1987年のオリコン年間シングルチャートでトップテン入りを果たした。

### 批評
『オリコン・ウィークリー』の藤井徹貫はこのアルバムについて、12人の歌手が全12曲を歌唱しているかのように、声の演出やキャラクターを変化させた「セルフコントロール」であり、中森は大胆な挑戦に取り組んでいると解説している。

### 記録
スタジオ・アルバム『Cross My Palm』は、オリコン週間LP&TAPESチャートの1987年9月7日付で初登場・最高順位ともに1位を記録。1987年のオリコン年間アルバムチャートでは19位を記録した。

### 収録曲
『Cross My Palm』のライナー・ノーツ、JASRAC 作品データベース検索サービスより
| #         | タイトル                                 | 作詞                                      | 作曲                                      | 時間  |
| --------- | ---------------------------------------- | ----------------------------------------- | ----------------------------------------- | ----- |
| 1.        | 「CROSS MY PALM」                        | Barrie Corbett-John De Plesses            | Chris Morris                              | 3:42  |
| 2.        | 「POLITICAL MOVES」                      | Julia Downes-Roger Bruno-Ellen Schwartz   | Julia Downes-Roger Bruno-Ellen Schwartz   | 4:27  |
| 3.        | 「SLAVE FOR LOVE」                       | David Batteau-Don Freeman                 | David Batteau-Don Freeman                 | 3:54  |
| 4.        | 「EASY RIDER」                           | David Batteau-Danny Sembello-Gardner Cole | David Batteau-Danny Sembello-Gardner Cole | 4:13  |
| 5.        | 「MODERN WOMAN (FEMME D' AUJOURD' HUI)」 | Jeanne Mas、Linda Hennrick（英語詞）      | Romano Musumarra-R.Zaneli                 | 4:12  |
| 6.        | 「THE LOOK THAT KILLS」                  | Biddu-Winston Sela                        | Biddu-Winston Sela                        | 3:38  |
| 7.        | 「SOFT TOUCH」                           | Steve Skaith-Steve Jeffries               | Steve Skaith-Steve Jeffries               | 3:34  |
| 8.        | 「MY POSITION」                          | Humecke-Batteau-Robin Lane                | Humecke-Batteau-Robin Lane                | 3:37  |
| 9.        | 「THE TOUCH OF A HEARTACHE」             | Jill Golucci-Roger Bruno-Ellen Schwartz   | Jill Golucci-Roger Bruno-Ellen Schwartz   | 4:13  |
| 10.       | 「HOUSE OF LOVE」                        | Sandy Stewart                             | Sandy Stewart                             | 4:51  |
| 11.       | 「NO MORE」                              | Steve Skaith-Steve Jeffries               | Steve Skaith-Steve Jeffries               | 3:15  |
| 12.       | 「HE'S JUST IN LOVE WITH THE BEAT」      | Roy Freeland-Roger Bruno-Ellen Schwartz   | Roy Freeland-Roger Bruno-Ellen Schwartz   | 3:10  |
| 合計時間: | 合計時間:                                | 合計時間:                                 | 合計時間:                                 | 46:46 |

### クレジット
『Cross My Palm』のライナー・ノーツより
- Photo by JAY MANIS
- MIXED BY FRANCIS BUCKLEY
- CONEY ISLAND 〜
- BROOKLIN: CRANBERRY STREET, ORANGE STREET, CRALK STREET 〜
- 5TH FLOOR, LOFT: 55 WEST 26TH STREET, MIDTOWN 〜
- OPEN-MARKET: 6TH AVENUE, 26TH STREET, MIDTOWN 〜 EAST VILLAGE 〜
- 3RD FLOOR, APARTMENT: 112 E. 61ST STREET 〜 GRAND CENTRAL TERMINAL, VANDERBILT STREET 〜
- 42ND STREET, EAST VILLAGE 〜 COMMUNITY COFFE SHOP, 63 TILLARY STREET 〜
- TOMPKINS SQUARE PARK, EAST VILLAGE 〜 YAFFA CAFE, EAST VILLAGE 〜 BATTERY PARK 〜 SOHO

### リリース履歴
| 発売日         | レーベル                       | 規格                       | 品番          | 備考                                                 |
| -------------- | ------------------------------ | -------------------------- | ------------- | ---------------------------------------------------- |
| 1987年8月25日  | ワーナー・パイオニア           | LP                         | L-12651       |                                                      |
| 1987年8月25日  | ワーナー・パイオニア           | CT                         | LKF-8151      |                                                      |
| 1987年8月25日  | ワーナー・パイオニア           | CD                         | 32XL-192      |                                                      |
| 1989年10月10日 | アトランティック・レコード     | LP                         | 82037-1       | [ 16 ] [ 31 ]                                        |
| 1989年10月10日 | アトランティック・レコード     | CT                         | 82037-4       | [ 16 ] [ 31 ]                                        |
| 1989年10月10日 | アトランティック・レコード     | CD                         | 82037-2       | [ 16 ] [ 31 ]                                        |
| 1989年11月1日  | ワーナー・パイオニア           | CD                         | 21L2-0130     | 直輸入盤                                             |
| 1991年7月17日  | ワーナーミュージック・ジャパン | CD                         | WPCL-423      | 廉価盤、紙帯                                         |
| 2006年6月21日  | ワーナーミュージック・ジャパン | CD、デジタル・ダウンロード | WPCL-10288    | 紙ジャケット仕様完全生産限定盤                       |
| 2006年7月26日  | ワーナーミュージック・ジャパン | デジタル・ダウンロード     | N/A           | [ 35 ]                                               |
| 2012年8月22日  | ワーナーミュージック・ジャパン | SACD/CDハイブリッド        | WPCL-11146    | 紙ジャケット仕様完全生産限定盤                       |
| 2014年1月29日  | ワーナーミュージック・ジャパン | CD                         | WPCL-11732    | 廉価盤、赤帯                                         |
| 2018年7月4日   | ワーナーミュージック・ジャパン | LP                         | WPJL-10095    | 高音質180g重量盤                                     |
| 2023年7月1日   | ワーナーミュージック・ジャパン | 2CD                        | WPCL-13492/3  | オリジナル・カラオケ付、2023ラッカーマスターサウンド |
| 2023年7月1日   | ワーナーミュージック・ジャパン | 2CD+BD                     | WPZL-32069/71 | 『Cross My Palm COMPLETE BOX』                       |

## ミュージック・ビデオ
『Cross My Palm』は、日本の歌手中森明菜のスタジオ・アルバム『Cross My Palm』のミュージック・ビデオ。この映像作品は1987年12月21日にワーナー・パイオニアよりリリースされた (VHS: 10PV-85, β: 10PX-85、LD: 08PL-45)。

### 概要
『Cross My Palm』は、スタジオ・アルバム『Cross My Palm』のミュージック・ビデオである。この映像作品は、1987年12月21日に、VHS (10PV-85)、ベータマックス (10PX-85)、LD (08PL-45)の3形態で同時発売された。本作の初回特典として、"AKINA POCKET CHIEF"が付いた。本作の内容はアメリカ映画『ナインハーフ』を意識したもので、ニューヨークにて1987年4月13日から4月24日までの12日間撮影された。スタジオ・アルバムとは若干違った編曲の音源が採用されている。1987年12月24日には、この映像作品のシナリオ付き写真集である『中森明菜写真集 VISUAL BOOK Cross My Palm』（ほんの木）がリリースされた。本作は現在まで複数再発売されている。

### 批評
『CDジャーナル』は本作について、「映画のように美しく、洒落た映像が楽しめる。」とコメントし、中森の多彩な表情も確認出来ると肯定的な評価をした。また、「セクシーでキュートな魅力」が十分に凝縮された映像集とコメントした。

### 収録曲
| #  | タイトル                     | 作詞                                      | 作曲                                      |
| -- | ---------------------------- | ----------------------------------------- | ----------------------------------------- |
| 1. | 「CROSS MY PALM」            | Barrie Corbett-John De Plesses            | Chris Morris                              |
| 2. | 「EASY RIDER」               | David Batteau-Danny Sembello-Gardner Cole | David Batteau-Danny Sembello-Gardner Cole |
| 3. | 「HOUSE OF LOVE」            | Sandy Stewart                             | Sandy Stewart                             |
| 4. | 「POLITICAL MOVES」          | Julia Downes-Roger Bruno-Ellen Schwartz   | Julia Downes-Roger Bruno-Ellen Schwartz   |
| 5. | 「THE LOOK THAT KILLS」      | Biddu-Winston Sela                        | Biddu-Winston Sela                        |
| 6. | 「SOFT TOUCH」               | Steve Skaith-Steve Jeffries               | Steve Skaith-Steve Jeffries               |
| 7. | 「THE TOUCH OF A HEARTACHE」 | Jill Golucci-Roger Bruno-Ellen Schwartz   | Jill Golucci-Roger Bruno-Ellen Schwartz   |
| 8. | 「NO MORE」                  | Steve Skaith-Steve Jeffries               | Steve Skaith-Steve Jeffries               |

### クレジット
『Cross My Palm』のライナー・ノーツより
- Photo by JAY MANIS
- CONEY ISLAND 〜
- BROOKLIN: CRANBERRY STREET, ORANGE STREET, CRALK STREET 〜
- 5TH FLOOR, LOFT: 55 WEST 26TH STREET, MIDTOWN 〜
- OPEN-MARKET: 6TH AVENUE, 26TH STREET, MIDTOWN 〜 EAST VILLAGE 〜
- 3RD FLOOR, APARTMENT: 112 E. 61ST STREET 〜 GRAND CENTRAL TERMINAL, VANDERBILT STREET 〜
- 42ND STREET, EAST VILLAGE 〜 COMMUNITY COFFE SHOP, 63 TILLARY STREET 〜
- TOMPKINS SQUARE PARK, EAST VILLAGE 〜 YAFFA CAFE, EAST VILLAGE 〜 BATTERY PARK 〜 SOHO

### リリース履歴
| 発売日         | レーベル                       | 規格    | 品番          | 備考                     |
| -------------- | ------------------------------ | ------- | ------------- | ------------------------ |
| 1987年12月21日 | ワーナーパイオニア             | VHS     | 10PV-85       |                          |
| 1987年12月21日 | ワーナーパイオニア             | Beta    | 10PX-85       |                          |
| 1987年12月21日 | ワーナーパイオニア             | LD      | 08PL-45       |                          |
| 1991年6月12日  | ワーナーミュージック・ジャパン | VHS     | WPVL-8102     | [ 39 ]                   |
| 1991年6月12日  | ワーナーミュージック・ジャパン | LD      | WPLL-8102     | [ 40 ]                   |
| 2001年6月20日  | ワーナーミュージック・ジャパン | DVD     | WPB6-90023    | [ 38 ]                   |
| 2002年11月1日  | ワーナーミュージック・ジャパン | DVD     | WPB6-90118    | [ 41 ]                   |
| 2004年11月3日  | ワーナーミュージック・ジャパン | DVD     | WPBL-90043    | [ 42 ]                   |
| 2006年6月21日  | ワーナーミュージック・ジャパン | DVD     | WPBL-90064    | [ 37 ]                   |
| 2007年9月5日   | ワーナーミュージック・ジャパン | DVD     | WPBL-90095〜7 | 『DVD Collection 2』より |
| 2023年7月1日   | ワーナーミュージック・ジャパン | Blu-ray | WPXL-90288    | 初Blu-ray化              |

## 参照
1. 1 2 3  “CROSS MY PALM | 中森明菜 | ワーナーミュージック・ジャパン - Warner Music Japan”.  ワーナーミュージック・ジャパン. 2011年4月9日閲覧。
2. 1 2  “iTunes - ミュージック - 中森明菜「CROSS My PALM」”.  Apple. 2012年12月9日閲覧。
3. 1 2  『ALBUM CHART-BOOK COMPLETE EDITION 1970 〜 2005』オリコン・マーケティング・プロモーション、2006年4月25日、455-457、883頁頁。ISBN 4871310779。
4. 1 2  オリコンランキング情報サービス「you大樹」
5. 1 2 3 4 5 6 7 8  藤井徹貫『オリコン・ウィークリー』第9巻第33号、オリジナルコンフィデンス、1987年8月24日、11頁、通巻411号。
6. 1 2  レコード検定協議会 編「中森明菜」『音楽CD検定公式ガイドブック（下） - CDジャーナル（編）』音楽出版社、2007年5月31日、135頁。ISBN 4861710308。2012年3月15日閲覧。
7. 1 2 3 4 5  『AKINA』（4×12cmCD）中森明菜、ワーナーミュージック・ジャパン、1993年11月10日。WPCL-770〜3。
8. ↑  “Cross My Palm - 中森明菜 - Yahoo!ミュージック”.  Yahoo! Japan. 2012年8月9日時点のオリジナルよりアーカイブ。2012年3月17日閲覧。
9. 1 2 3  『Cross My Palm』（VHS）中森明菜、ワーナー・パイオニア、1987年12月21日。10PV-85。
10. ↑  中森明菜『Listen to Me』（2×12cmCD｛DISC 1 #17｝）ワーナーミュージック・ジャパン、1991年11月28日。WPCL-626〜7。
11. 1 2 3 4 5  柴田敬三 編『中森明菜写真集 VISUAL BOOK Cross My Palm』柴田敬三（発行人）、ほんの木、1987年12月24日。ISBN 4-938568-03-9。
12. 1 2 3  『Cross My Palm』（LP）中森明菜、ワーナー・パイオニア、1987年8月25日。L-12651。
13. ↑  （1987年） 中森明菜『A HUNDRED days』のツアー・パンフレット. ケン企画
14. ↑  “テレビ朝日｜ミュージックステーション”. 出演者ラインナップ > BACK NUMBER > 1987/12/25.  テレビ朝日. 2011年4月14日閲覧。
15. ↑  『中森明菜 IN 夜のヒットスタジオ』（6DVD）中森明菜、ユニバーサルミュージック、2010年12月22日、3頁。POBD-22017/22。
16. 1 2  ASIN B00000DP1B, Cross My Palm (1989年10月10日). 2012年3月21日閲覧。
17. ↑  堤昌司『コンプリート・シングル・コレクションズ〜ファースト・テン・イヤーズ＜ライノ・プレミアム・エディション＞』（4×12cmCD）中森明菜、ワーナーミュージック・ジャパン、2009年6月10日、24頁。WPCL-10681/84。
18. ↑  クラブハウス『オリコン No.1 HITS 500 1986〜1994 (下) オリコンチャート1位ヒットソング集』クラブハウス、1998年11月1日、14、80頁頁。ISBN 490649613X。
19. ↑  “作品詳細表示”. 作品コード 0C3-8190-1 CROSS MY PALM.  日本音楽著作権協会. 2011年6月24日閲覧。
20. ↑  “作品詳細表示”. 作品コード 0P2-3047-8 POLITICAL MOVES.   日本音楽著作権協会. 2011年6月24日閲覧。
21. ↑  “作品詳細表示”. 作品コード 0S4-8450-1 SLAVE FOR LOVE.   日本音楽著作権協会. 2011年6月24日閲覧。
22. ↑  “作品詳細表示”. 作品コード 0E1-3045-0 EASY RIDER.   日本音楽著作権協会. 2011年6月24日閲覧。
23. ↑  “作品詳細表示”. 作品コード 0F2-0294-2 FEMME D AUJOURD HUI.   日本音楽著作権協会. 2011年6月24日閲覧。
24. ↑  “作品詳細表示”. 作品コード 0L2-6345-2 LOOK THAT KILLS.   日本音楽著作権協会. 2011年6月24日閲覧。
25. ↑  “作品詳細表示”. 作品コード 0S5-9512-5 SOFT TOUCH.   日本音楽著作権協会. 2011年6月24日閲覧。
26. ↑  “作品詳細表示”. 作品コード 0M3-3378-1 MY POSITION.   日本音楽著作権協会. 2011年6月24日閲覧。
27. ↑  “作品詳細表示”. 作品コード 0T3-2502-4 TOUCH OF A HEARTACHE THE.   日本音楽著作権協会. 2011年6月24日閲覧。
28. ↑  “作品詳細表示”. 作品コード 0H1-9872-1 HOUSE OF LOVE.   日本音楽著作権協会. 2011年6月24日閲覧。
29. ↑  “作品詳細表示”. 作品コード 0N1-4490-6 NO MORE.   日本音楽著作権協会. 2011年6月24日閲覧。
30. ↑  “作品詳細表示”. 作品コード 0H2-0148-0 HE S JUST IN LOVE WITH THE BEAT.   日本音楽著作権協会. 2011年6月24日閲覧。
31. ↑  “Akina Nakamori - Альбом "Cross My Palm"” (ロシア語).   Music Library. 2012年3月17日閲覧。
32. ↑  “中森明菜 / CROSS MY PALM [廃盤] [CD] [アルバム] - CDJournal.com”.   音楽出版社. 2011年4月9日閲覧。
33. ↑  “Cross My Palm 中森明菜のプロフィールならオリコン芸能人事典-ORICON STYLE”.  オリコン. 2012年3月17日閲覧。
34. ↑  “中森明菜 / クロス・マイ・パーム [再発] [CD] [アルバム] - CDJournal.com”.   音楽出版社. 2012年3月17日閲覧。
35. ↑  “音楽ダウンロード・音楽配信サイト　mora 〜“WALKMAN”公式ミュージックストア〜”.  レーベルゲート. 2012年12月9日閲覧。
36. ↑  “中森明菜 / CROSS MY PALM [SA-CDハイブリッドCD] [紙ジャケット仕様] [限定] [CD] [アルバム] - CDJournal.com”.   音楽出版社. 2012年7月26日閲覧。
37. 1 2 3 4  “中森明菜/CROSS MY PALM [DVD] - CDJournal.com”.   音楽出版社. 2011年4月9日閲覧。
38. 1 2  “中森明菜/CROSS MY PALM [DVD] - CDJournal.com”.   音楽出版社. 2012年3月17日閲覧。
39. ↑  “中森明菜/クロス・マイ・パーム [VIDEO他] - CDJournal.com”.   音楽出版社. 2012年3月17日閲覧。
40. ↑  “中森明菜/クロス・マイ・パーム [VIDEO他] - CDJournal.com”.   音楽出版社. 2012年3月17日閲覧。
41. ↑  “中森明菜/CROSS MY PALM〈2003年1月31日までの期間限定出荷〉 [DVD] - CDJournal.com”.   音楽出版社. 2012年3月17日閲覧。
42. ↑  “中森明菜/CROSS MY PALM〈2005年1月31日までの期間限定出荷〉 [DVD] - CDJournal.com”.   音楽出版社. 2012年3月17日閲覧。
43. ↑  “中森明菜 「DVDコレクション 2」｜Warner Music Japan”.   ワーナーミュージック・ジャパン. 2012年3月17日閲覧。